# Molhelha

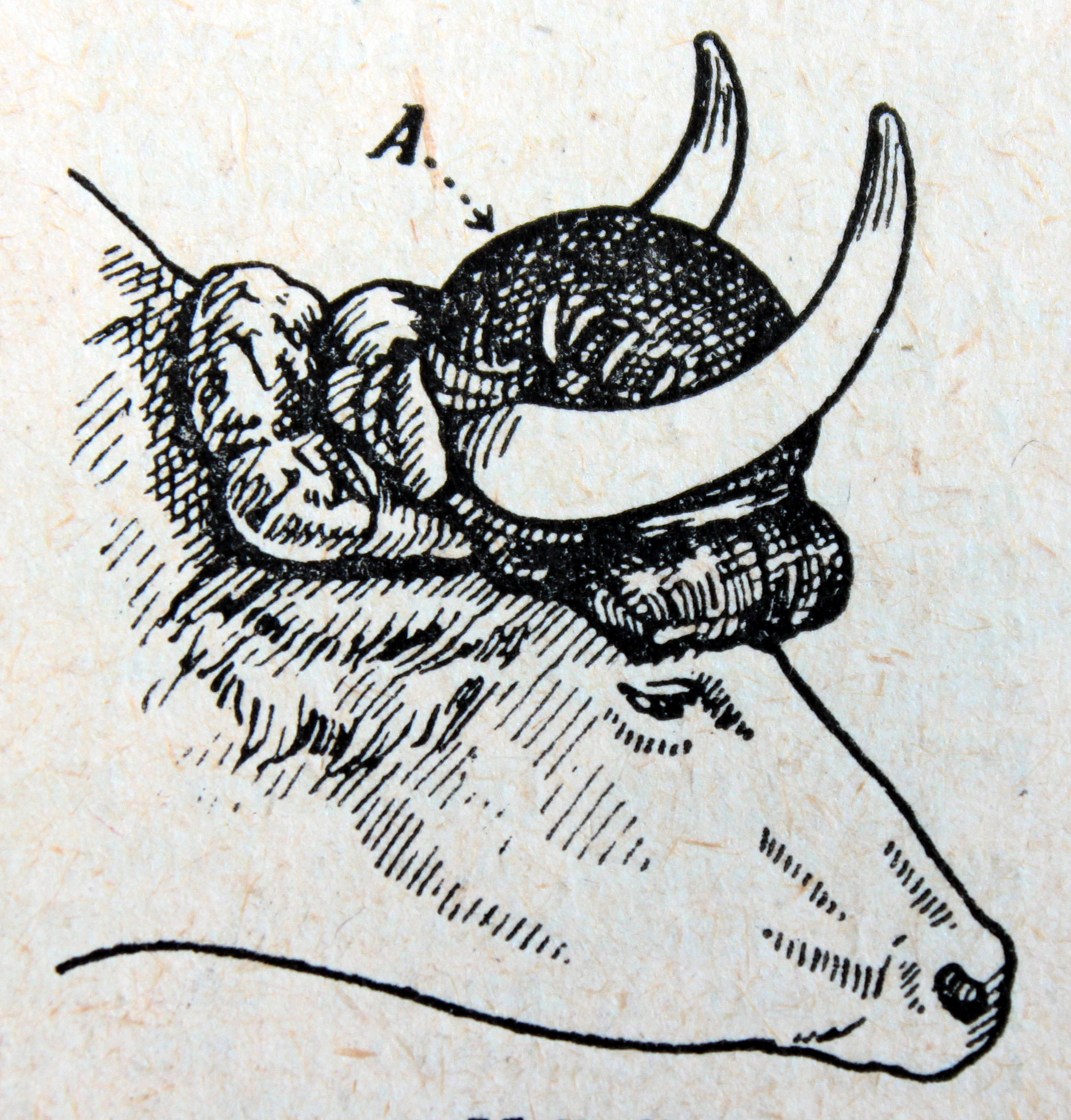
Molhelha (assinalada com A), Dicionário Lello, 1940?

A molhela é uma almofada, geralmente composta de couro, palha e estopa, onde assenta a canga que junge os bois, colocada no cachaço.
Pode ser decorada com franjas coloridas que ornamentam a junta de bois em dias festivos.